# Hüttental

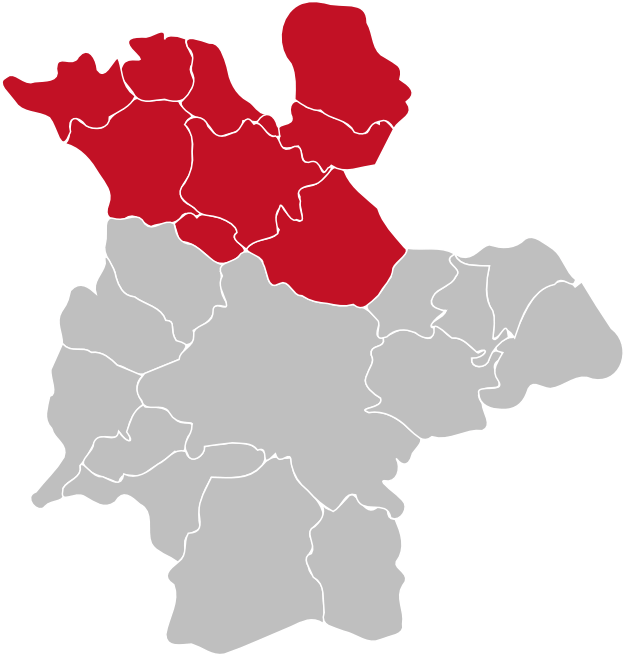
Ausdehnung der ehemaligen Stadt Hüttental in Siegen

Die Stadt Hüttental war eine kurzlebige Stadt im ehemaligen Kreis Siegen. Sie wurde am 1. Juli 1966 durch das Gesetz zur Neugliederung des Landkreises Siegen aus den Gemeinden Birlenbach, Buchen, Dillnhütten, Geisweid, Langenholdinghausen, Niedersetzen, Obersetzen, Sohlbach und Weidenau gebildet. Durch das zweite Gesetz zur Neugliederung des Landkreises Siegen wurde am 1. Januar 1969 die Gemeinde Meiswinkel eingegliedert. Am 1. Januar 1975 wurde die Stadt im Zuge der Gebietsreform in Nordrhein-Westfalen durch das Sauerland/Paderborn-Gesetz in die Stadt Siegen eingemeindet. Dort bildet sie heute die Bezirke
- I – Geisweid mit den Ortsteilen Birlenbach, Meiswinkel, Langenholdinghausen, Geisweid, Dillnhütten, Sohlbach, Buchen, Niedersetzen und Obersetzen sowie
- II – Weidenau.

In der Stadt Hüttental lagen mit der Universität und dem Stahlwerk der Edelstahlwerke Südwestfalen, jetzt Deutsche Edelstahlwerke Specialty Steel, zwei der größten Arbeitgeber der Region.
Bis zum Beginn des Jahres 2009 erinnerte an die ehemalige Stadt der Name des Bahnhofs Hüttental-Geisweid (jetzt Siegen-Geisweid). Heute ist der Name Hüttental nicht mehr gebräuchlich. Lediglich der Name der Siegener Stadtautobahn Hüttentalstraße und die Betriebsstelle „Haus Hüttental“ des Kreisklinikums Siegen in Weidenau verweisen auf die ehemalige Stadt.

## Wappen

Stadtwappen (1968–1974)

Blasonierung: „In Silber (Weiß) vor einem blauen Wellenbalken ein Hüttenarbeiter bekleidet mit blauem Hemd, Hut und Stiefeln sowie schwarzer Schürze, der mit einer blauen Zange einen roten Stahlblock greift; darüber ein roter Hochofen mit schwarzer Öffnung zwischen je drei roten Werkshallen.“
Das Wappen wurde der Stadt 1968 vom nordrhein-westfälischen Innenminister verliehen. Es vereint die Symbole der Wappen der größten ehemaligen Gemeinden Weidenau (Industriekulisse und Wellenbalken) und Klafeld-Geisweid (Hüttenarbeiter).

## Einwohnerentwicklung
Die Zahl vom 6. Juni 1961 entstammt dem zusammengefassten Volkszählungsergebnis der Vorläufergemeinden der Stadt Hüttental. Die Zahl vom 27. Mai 1970 stammt ebenfalls von einer Volkszählung. Am 30. Juni 1974 wurden die Einwohnerzahlen im Hinblick auf die bevorstehenden Gemeindezusammenlegungen ermittelt.
| Jahr | Einwohner |
| ---- | --------- |
| 1961 | 36.058    |
| 1966 | 39.223    |
| 1970 | 39.561    |
| 1974 | 38.869    |

## Persönlichkeiten
- Deniz Erduman-Çalış (* 1970), Kunsthistorikerin
- Christian Kämpfer (* 1971), Schauspieler